# Sterila kvaddlar

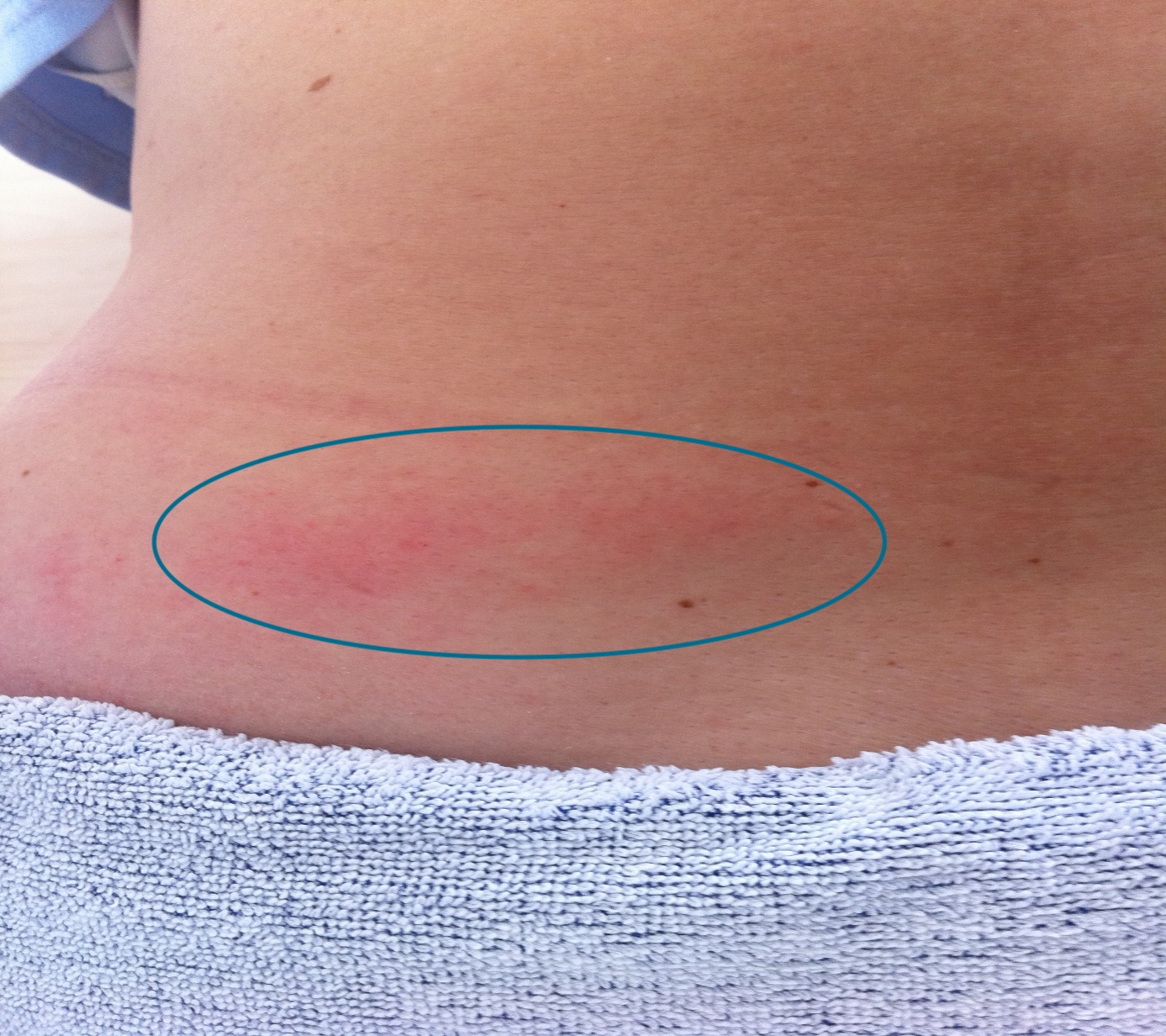
Fotografi av huden direkt efter en subkutan injektion av sterilt vatten. Vid en subkutan injektion av sterilt vatten blir det endast en liten rodnad på huden direkt efter injektion.

Sterila kvaddlar, SWI från engelskans Sterile Water Injections, är ett bedövningsalternativ som används vid förlossning, muskelsmärta och whiplashskada.  Vid bedövningen injiceras en liten mängd sterilt vatten in under huden, precis under överhuden genom en intrakutan injektion eller längre ned i huden i underhuden, via subkutan injektion. Det sterila vattnet orsakar en förskjutning av det osmotiska trycket vilket skapar en irritation. Vid värk ges 5-20 kvaddlar på det ställe smärtan är som värst, vanligtvis i ryggslutet eller långt ner på magen. Kvaddlarna kan orsakar svidande smärta under cirka en minut men effekten håller i flera timmar.
Orsaken till den smärtlindrande effekten är idag okänd, men med största sannolikhet påverkas det smärtlindrande systemet vid injektion av sterilt vatten. En av dagens förklaringsmodeller är portteorin där den sterila kvaddlen aktiverar grovkalibriga fibrer i ryggmärgen, när detta sker hämmas alla smärtimpulser från att nå hjärnan och medvetenheten av den ursprungliga smärtan försvinner. En annan teori är att diffusa skadliga hämmande kontroller (DNIC) där den sterila kvaddlen stimulerar frisättningen av endorfiner som är ett peptidhormon. Endorfinerna är en del av det diffusa skadliga hämmande kontrollsystemet som "hämmar smärta med smärta" . Vid frisättning av endorfiner aktiveras de smärthämmande nervkretsarna. En likhet mellan portteorin och DNIC är att båda teorierna utgår från diffusa smärthämmande reaktioner. Skillnaden är att porteorin är en globalhämmande reaktion - det vill säga att det är en reaktion som hämmar smärtimpulser från flera ställen i kroppen från att nå hjärnans medvetenhet. Smärtimpulserna i portteorin behöver inte vara knutna till smärtkällan som behandlats för att smärtsignaler ska hämmas. DNIC är en smärthämmande reaktion som är knuten till smärtkällan och den smärthämmande reaktionen sker lokalt, vilket innebär att smärtimpulser från andra ställen än den smärtkällan som behandlats fortfarande kan uppfattas av hjärnan. 

## Intrakutan- och subkutan sterilt vatten injektion

### Intrakutan injektion

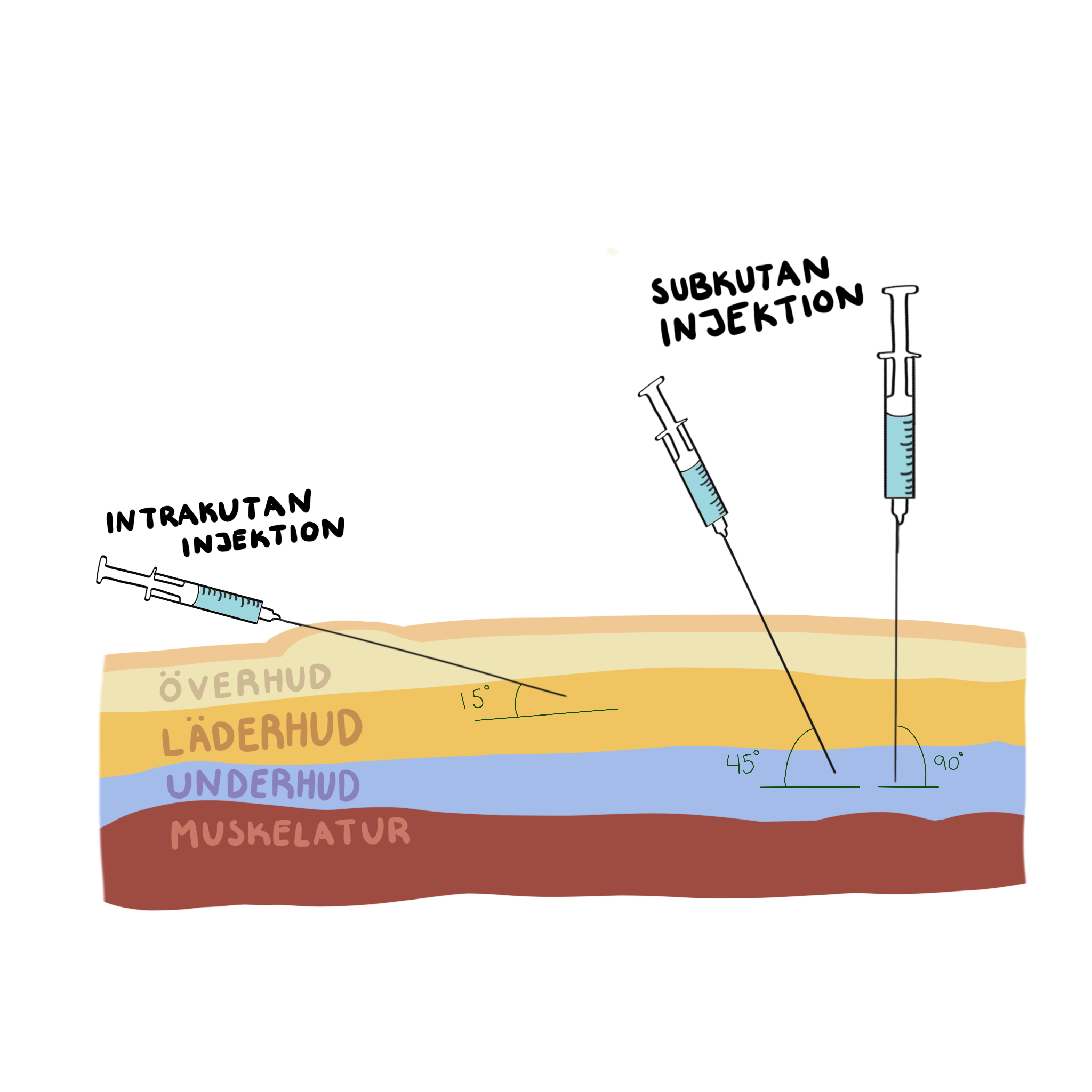
Illustration av intrakutan injektion och subkutan injektion.

En intrakutan injektion är en injektion som placeras precis under överhuden. Vid en intrakutan injektion av sterilt vatten bildas en liten bula under huden som är mellan 3 och 5 mm stor, denna bulan kallas kvaddel därav namnet steril kvaddel. Vid en intrakutan injektion av sterilt vatten behövs en mindre mängd sterilt vatten för att trigga igång systemet, en mängd på 0.1 ml sterilt vatten är tillräckligt mycket för att ge upp till två timmars smärtlindring.  En intrakutan injektion är mer smärtsam än en subkutan injektion, detta då det finns känselkroppar i läderhuden till skillnad från i underhuden samt att schwannceller finns mellan över- och läderhuden. Schwanncellerna är en del av nervsystemet som inte är kopplat till hjärnan och ryggmärgen det s.k. perifera nervsystemet.

### Subkutan injektion
En subkutan injektion görs direkt in i underhuden. Vid en subkutan steril vatten injektion bildas ingen kvaddel, det bildas endast en svag rodnad runt injektionsstället. Detta sättet att injicera sterilt vatten är mindre smärtsamt för patienten samtidigt som effekten av injektionen blir densamma som en intrakutan injektion av sterilt vatten. Vi en subkutan injektion av sterilt vatten behövs en större mängd sterilt vatten för att injektionen ska vara verksam, därför används en mängd på minst 0.5 ml sterilt vatten.

## Historik
Tekniken att injicera vatten under huden beskrivs redan 1885 i en medicinsk tidskrift av den amerikanska kirurgen William Stewart Halsted.  I tidskriften står det bland annat om hur William Stewart Halsted använde sig av metoden för lokalbedövning vid mindre kirurgiska ingrepp. Under sent 1920-tal började subkutana injektioner med lokalbedövning att användas inom obstetriken för behandling av ryggsmärtor. Under denna tiden ansågs behandling av buksmärtor i samband med förlossning vara mer effektivt att behandla än ryggsmärtor vilket resulterade i att behandlingen inte var speciellt vanlig.   Idén bakom smärtbehandlingsmetoden väcktes åter till liv under 1970-talet och vidareutvecklades i syfte att ta fram en smärtlindrande behandling för njursten. Metoden kom senare att börja användas inom förlossningsvården i USA under 1970-talet. Sterila vattenkvaddlar är en behandlingsmetod som har använts inom den svenska sjukvården sedan år 1985. 